# Павлова, Маргарита Николаевна
Маргарита Николаевна Павлова (род. 22 января 1979, с. Кичигино, Челябинская область, СССР) — российская тележурналистка и политик, член Совета Федерации от исполнительной власти Челябинской области (2019—2024). Входила в Комитет по обороне и безопасности.
Из-за поддержки российско-украинской войны — под санкциями 27 стран ЕС, Великобритании, США, Канады, Швейцарии, Австралии, Украины, Новой Зеландии.

## Биография
Маргарита Павлова родилась 22 января 1979 года в селе Кичигино Увельского района Челябинской области.
В 2000 году окончила Челябинскую государственную академию культуры по специальности «социолог-психолог социально-культурной сферы».
В 2001—2010 годах работала в Челябинске на 31-м канале местного телевидения ведущей и корреспондентом. 23 декабря 2010 года была назначена уполномоченной по правам ребёнка, а 22 октября 2015 года — уполномоченным по правам человека в Челябинской области.
Участвовала в праймериз Единой России по выборам областного законодательного собрания
1 июля 2019 года исполняющий обязанности губернатора Челябинской области Алексей Текслер назвал Маргариту Павлову наряду с председателем областного законодательного собрания Владимиром Мякушем и депутатом Государственной думы Валерием Гартунгом в числе своих кандидатов на должность члена Совета Федерации.
20 сентября 2019 года победивший на выборах Текслер объявил о намерении назначить сенатором Маргариту Павлову.
23 сентября постановлением губернатора наделена полномочиями члена Совета Федерации.
20 сентября 2024 года губернатор Текслер, переизбранный на новый срок, назначил представителем исполнительного органа государственной власти Челябинской области в Совете Федерации Наталью Котову
В октябре 2024 года Павлова назначена заместителем губернатора Челябинской области по вопросам поддержки участников СВО и членов их семей.

## Международные санкции
9 марта 2022 года, на фоне вторжения России на Украину, внесена в санкционный список всех стран Европейского союза так как она голосовала за ратификацию договоров о дружбе с самопровозглашёнными ЛНР и ДНР.
23 марта 2022 года внесена в санкционный список Канады «соратников режима» за содействие в нарушения суверенитета и территориальной целостности Украины.
Указом президента Украины Владимира Зеленского от 7 сентября 2022 находится под санкциями Украины за «поддержку незаконным попыткам России аннексировать суверенную украинскую территорию путем проведения фиктивных референдумов».
30 сентября 2022 года внесена в санкционный список Соединенных Штатов Америки «за аннексию Путиным регионов Украины» и одобрения закона о фейках. Государственный департамент отмечает что сенаторы «проголосовали за одобрение просьбы Путина о вводе войск в Украину, что послужило неоправданным предлогом для полномасштабного вторжения России в Украину».
По аналогичным основаниям находится под санкциями Великобритании, Швейцарии, Новой Зеландии и Австралии

## Политическая деятельность
11 ноября 2023 года в интервью на Русском экономическом форуме, проходившем в Челябинске, заявила: «Нужно перестать ориентировать девушек на получение высшего образования. Нужно перестать плодить количество молодых людей, которые получают высшее образование, которое потом ни к чему не приводит их». «Поиск себя затягивается на долгие года, и упускается детородная функция». По словам сенатора Павловой, такая ментальность начала формироваться 100 лет назад: демографический кризис стал следствием революции, которая «дала возможность женщинам работать», и они «забыли про свое предназначение: рожать и сохранять домашний очаг».